# Фелікс Крес
Фелікс Крес (пол. Feliks W. Kres), при народженні Вітольд Хмелецький (пол. Witold Chmielecki, 1 червня 1966 — 13 жовтня 2022) — польський письменник-фантаст, який вважається одним із основоположників жанру фентезі в польській літературі.

## Біографія
Вітольд Хмелецький (справжнє ім'я Фелікса Креса) народився у Лодзі. Уже з часу навчання в школі він розпочав разом із товаришами писати ілюстрований фантастичний роман, і відтоді він взяв собі псевдонім, яким користується протягом усього часу своєї письменницької діяльності. Розпочав свою офіційну літературну діяльність ще в 17 років із публікації в журналі «Fantastyka» в 1983 році оповідання «Маг» (пол. Mag), яке, за даними частини джерел, стало першим оповіданням у стилі фентезі, опублікованому в спеціалізованому польському фантастичному журналі., та яке здобуло другий приз на конкурсі журналу на краще фантвстичне оповідання. Після цього письменник регулярно публікує свої твори в журналах «Fenix», «Magia i Miecz», «Science Fiction». Окрім цього, письменник регулярно публікує в клькох фантастичних журналах рубрику для початкуючих письменників-фантастів під назвою «Куточок зламаних пер» (пол. Kącik złamanych piór). Окрім фантастичних творів Фелікс Крес також регулярно публікує фейлетони у різних польських періодичних виданнях, які також вийшли двома окремими збірками «Галерея зламаних пер» (пол. Galeria złamanych piór) та «Галерея для дорослих» (пол. Galeria dla dorosłych). У 2010 році Фелікс Крес заявив, що він припиняє письменницьку діяльність, оскільки більше не має творчого натхнення, та не може написати нічого нового, проте згідно з повідомлень на читацьких інтернет-форумах, у 2017 році на зустрічі з читачами в Надажині він повідомив, що вирішив зробити тривалу перерву в написанні нових творів, та має намір повернутися до літературної діяльності.
Фелікс Крес помер 13 жовтня 2022 року в 56-річному віці.

## Літературна творчість
Фелікс Крес написав переважну більшість своїх творів у жанрі фентезі, починаючи ще з першого свого оповідання, опублікованого у 1983 році. Його твори переважно входять до двох великих циклів — «Книга цілісності» (пол. Księga Całości), який також називають «Шерерським циклом», оскільки події в ньому відбувавються у вигаданій країні Шерер, світ якої нагадує європейське Середньовіччя, проте з більшою освіченістю, повагою до прав жінок, та взагалі усіх істот. До цього циклу входить 6 романів, а завершити цей цикл має ще один роман, досі не написаний. До цього циклу входять також дві збірки оповідань «Право стерв'ятників» (пол. Prawo sępów) і «Серце гір» (пол. Serce gór). За перший роман, виданий у цьому циклі — «Король Безкраїв» (пол. Król Bezmiarów) — письменник отримав у 1992 році премію імені Януша Зайделя. Іншим циклом творів письменника є «Об'єднані королівства» (пол. Zjednoczone Królestwa), до якого входять три романи, дія якого відбувається у світі, подібному на Європу XVII століття, в якому діють закони магії та чарівництва.

## Особисте життя
Фелікс Крес приховував своє особисте життя, не мав телефону та Інтернету, та уникав зв'язків із пресою. Відомо про нього те, що він був одружений, проте не мав дітей, і проживав з дружиною і двома котами в Лодзі.

## Премії та нагороди
Фелікс Крес є лауреатом премії «Шльонкфа» як «Творець року» (у 1993 і 2001 роках), лауреатом премії імені Януша Зайделя (1992 рік) та «Сфінкс» (2000 рік).

## Переклади
Твори Фелікса Креса перекладені чеською, іспанською та російською мовами.

## Твори

### Шерерський цикл
- 1991 — Prawo sępów (Закон стерв'ятників)
- 1994 — Serce gór (Серце гір)

#### Книга цілісності
- 1995 — Północna granica (Північний кордон)
- 1992 — Król Bezmiarów (Король Безмірів)
- 2000 — Grombelardzka legenda (Громбелардська легенда)
- 2001 — Pani Dobrego Znaku (Господиня доброго знаку)
- 2002 — Porzucone królestwo (Покинуте королівство)
- 2005 — Tarcza Szerni (Щит Шерні)

### Об'єднані королівства
- 1993 — Strażniczka istnień (Стражниця буттів)
- 2001 — Piekło i szpada (Пекло і шпага))
- 2003 — Klejnot i wachlarz (Клейнод і веєр)